# Parc archéologique d'Apigliano
Le parc archéologique d'Apigliano (Iapijianò en grec) est un ancien village médiéval du Salento abandonné entre les XIVe et XVIe siècles en raison de circonstances encore à préciser. C'est aujourd'hui un site archéologique unique en son genre qui fait partie de la commune de Martano, dans la province de Lecce,.

## Historique
Les premières informations documentées, rapportant la situation fiscale de la localité, remontent au XIIIe siècle, bien que les premiers villages relativement stables du Salento, grâce aux recherches menées par l'université du Salento, remontent au VIIIe siècle. Actuellement, seule est visible la petite église désacralisée dédiée à Santa Maria, mais connue par les habitants sous le nom d'église de San Lorenzo.

## Fouilles archéologiques

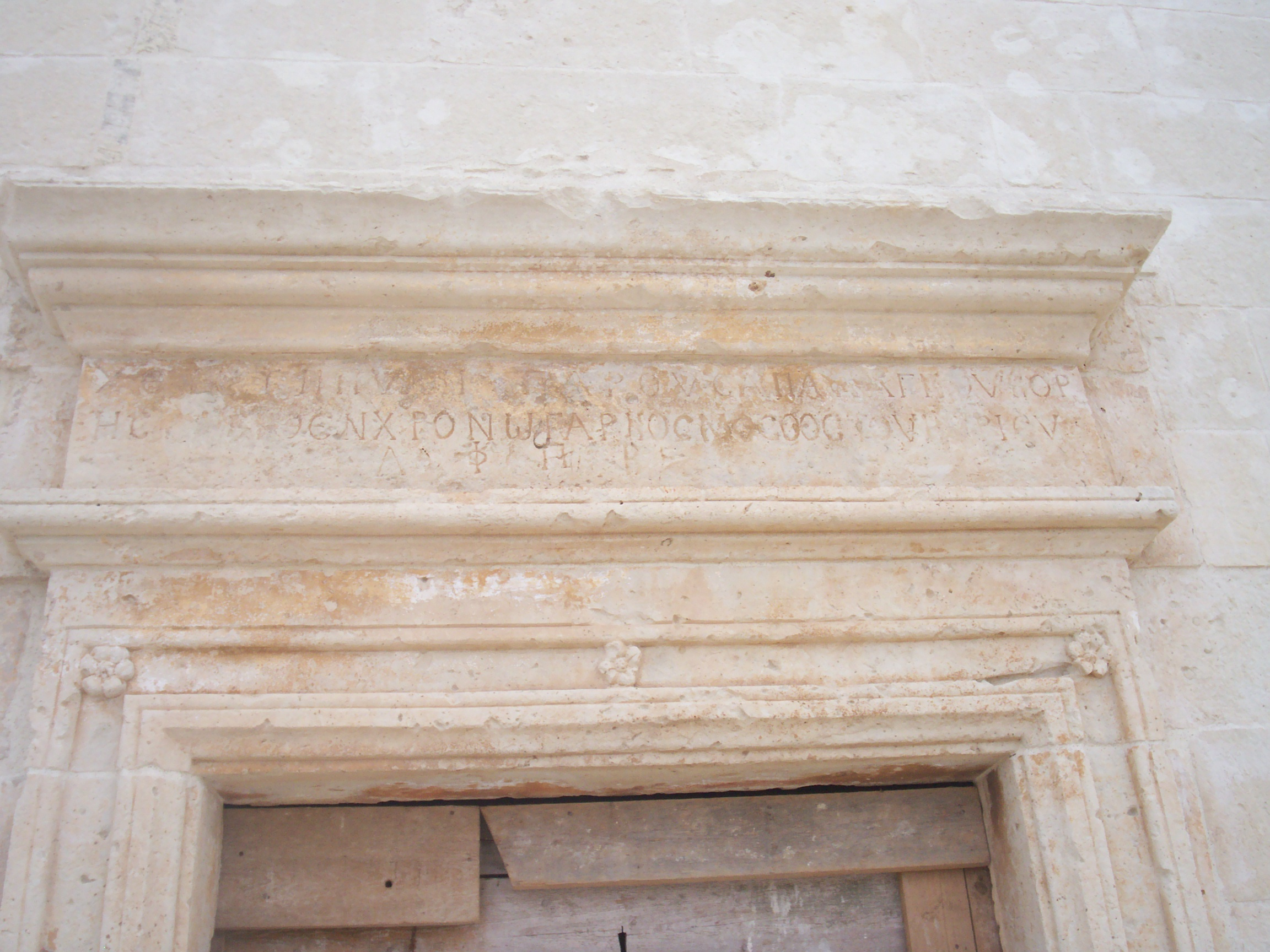
Fronton de l'église.

En 1997, la faculté du patrimoine culturel de l'université du Salento a lancé une première campagne de fouilles dans la localité, sous la direction du professeur Paul Arthur, qui a mis en lumière une réalité aujourd'hui oubliée. En particulier, les éléments collectés sont susceptibles de renseigner sur deux périodes chronologiques : la période byzantine et la période angevine.
En référence à la période byzantine, on a trouvé des restes de quelques maisons rurales construites avec la technique de maçonnerie à pierres sèches qui mettent en évidence la présence d'un habitat assez important. Divers objets de la vie quotidienne ont également été retrouvés (un couteau, une pointe de flèche, un poinçon, une bague appartenant probablement à un fonctionnaire de l'administration fiscale byzantine, etc.) ainsi qu'un four pour le travail des métaux.
Les trouvailles relatives à la période angevine sont plus riches. Tout d'abord, les restes d'une église ont été mis au jour, il s'agirait de l'église San Giorgio (décrite dans la visite pastorale de 1608). En 2007, l'église, construite à l'origine sur terre, a été reconstruite sur place. De nombreuses tombes et ossuaires et plus de 40 squelettes humains ont été découverts à l'intérieur et à l'extérieur de l'église. Il a été noté que chaque tombe était utilisée pour plusieurs enterrements. En outre, une particularité du cimetière est le fait que les tombeaux des enfants étaient disposés sur le périmètre latéral de la chapelle, de sorte que l'eau de pluie, qui entra en contact avec les pentes du toit de l'édifice sacré et était donc sanctifiée, puisse bénir leurs corps. À l'intérieur des tombes se trouvent également de nombreux objets de la vie quotidienne (des boucles d'oreilles, des colliers, des boucles, des ceintures, une alliance, des vêtements).
À la suite de l'abandon du village au XVIe siècle, une ferme fut créée sur le site, laquelle existe encore aujourd'hui.

## Parc archéologique d'Apigliano
À la fin des travaux, est né un véritable parc archéologique, périmétré et visitable, accessible via du matériel d'information, une salle polyvalente desservant la zone et un parking pour les bus.